# Артык (Удмуртия)
А́ртык — деревня в Красногорском районе Удмуртской Республики.

## География
Находится в северо-западной части Удмуртии на расстоянии приблизительно 6 км на запад по прямой от районного центра села Красногорское.

## История
Известна с 1873 года как починок Артынской (Артык) с 36 дворами, в 1905 году (уже деревня Артык) 65 дворов, в 1924 57 дворов. До 2021 года входила в состав Васильевского сельского поселения.

## Население
Постоянное население составляло 290 человек (1873), 356 (1905), 273 (1924, все русские), 190 человек в 2002 году (русские 59 %, удмурты 40 %), 148 в 2012.